# Endlicheria paniculata
Endlicheria paniculata (Spreng.) J.F.Macbr. – gatunek rośliny z rodziny wawrzynowatych (Lauraceae Juss.). Występuje naturalnie na obszarze od Panamy przez Peru aż po Boliwię. 

## Morfologia
PokrójZimozielone drzewo lub krzew.
LiścieMają kształt eliptycznego do odwrotnie owalnie eliptycznego. Mierzą 15–20 cm długości oraz 5–7 cm szerokości. Są skórzaste. Nasada liścia jest ostrokątna lub prawie rozwarta. Liść na brzegu jest całobrzegi. Wierzchołek jest spiczasty. Ogonek liściowy jest owłosiony i dorasta do 15 mm długości.
KwiatySą zebrane w wiechy. Rozwijają się w kątach pędów